# Ronde van Burgos 2020
De 42e editie van de wielerwedstrijd Ronde van Burgos vond in 2020 plaats van 28 juli tot en met 1 augustus. De start was bij de Kathedraal van Burgos en finish op de Lagunas de Neila. De ronde maakte deel uit van de UCI ProSeries 2020-kalender. De Colombiaan Iván Ramiro Sosa werd door de Belg Remco Evenepoel opgevolgd als winnaar.

## Deelname
Er namen veertien UCI World Tour-ploegen, zeven UCI ProTeams en twee continentale teams deel.
| WorldTour | WorldTour | ProTeam | Continentaal                                 |
| --- | --- | --- | -------------------------------------------- |
| Deceuninck–Quick-Step BORA-hansgrohe Groupama-FDJ Bahrain McLaren Israel Start-Up Nation CCC Team Movistar Team | Team Jumbo-Visma UAE Team Emirates NTT Pro Cycling Mitchelton-Scott Team INEOS Astana Pro Team Trek-Segafredo | Gazprom-RusVelo Caja Rural-Seguros RGA NIPPO DELKO One Provence Burgos-BH Arkéa-Samsic Bingoal-Wallonie Bruxelles Euskaltel-Euskadi | Equipo Kern Pharma Kometa Xstra Cycling Team |

## Etappe-overzicht
| Etappe | Datum      | Start                | Finish           | Type       | Afstand | Winnaar             | Klassementsleider   |
| ------ | ---------- | -------------------- | ---------------- | ---------- | ------- | ------------------- | ------------------- |
| 1      | 28 juli    | Burgos               | Burgos           | Heuvelrit  | 157 km  | Felix Großschartner | Felix Großschartner |
| 2      | 29 juli    | Castrojeriz          | Villadiego       | Heuvelrit  | 168 km  | Fernando Gaviria    | Felix Großschartner |
| 3      | 30 juli    | Sargentes de la Lora | Picón Blanco     | Bergrit    | 150 km  | Remco Evenepoel     | Remco Evenepoel     |
| 4      | 31 juli    | Gumiel de Izán       | Roa de Duero     | Vlakke rit | 163 km  | Sam Bennett         | Remco Evenepoel     |
| 5      | 1 augustus | Covarrubias          | Lagunas de Neila | Bergrit    | 158 km  | Iván Sosa           | Remco Evenepoel     |

## Klassementenverloop
| Etappe       | Winnaar             | Algemeen klassement · | Puntenklassement ·  | Bergklassement · | Jongerenklassement · | Ploegenklassement |
| ------------ | ------------------- | --------------------- | ------------------- | ---------------- | -------------------- | ----------------- |
| 1            | Felix Großschartner | Felix Großschartner   | Felix Großschartner | Gotzon Martin    | João Almeida         | BORA-hansgrohe    |
| 2            | Fernando Gaviria    | Felix Großschartner   | Felix Großschartner | Gotzon Martin    | Eddie Dunbar         | BORA-hansgrohe    |
| 3            | Remco Evenepoel     | Remco Evenepoel       | João Almeida        | Gotzon Martin    | Remco Evenepoel      | Mitchelton-Scott  |
| 4            | Sam Bennett         | Remco Evenepoel       | Sam Bennett         | Gotzon Martin    | Remco Evenepoel      | Mitchelton-Scott  |
| 5            | Iván Sosa           | Remco Evenepoel       | Mikel Landa         | Gotzon Martin    | Remco Evenepoel      | Mitchelton-Scott  |
| 0Eindstanden | 0Eindstanden        | Remco Evenepoel       | Mikel Landa         | Gotzon Martin    | Remco Evenepoel      | Mitchelton-Scott  |

1946 · 1947 · 1948–1980 · 1981 · 1982 · 1983 · 1984 · 1985 · 1986 · 1987 · 1988 · 1989 · 1990 · 1991 · 1992 · 1993 · 1994 · 1995 · 1996 · 1997 · 1998 · 1999 · 2000 · 2001 · 2002 · 2003 · 2004 · 2005 · 2006 · 2007 · 2008 · 2009 · 2010 · 2011 · 2012 · 2013 · 2014 · 2015 · 2016 · 2017 · 2018 · 2019 · 2020 · 2021 · 2022 · 2023 · 2024 · 2025